# National Steel Car
Die National Steel Car (NSC) ist eine kanadische Wagenbauanstalt in Hamilton, Ontario.

## Geschichte

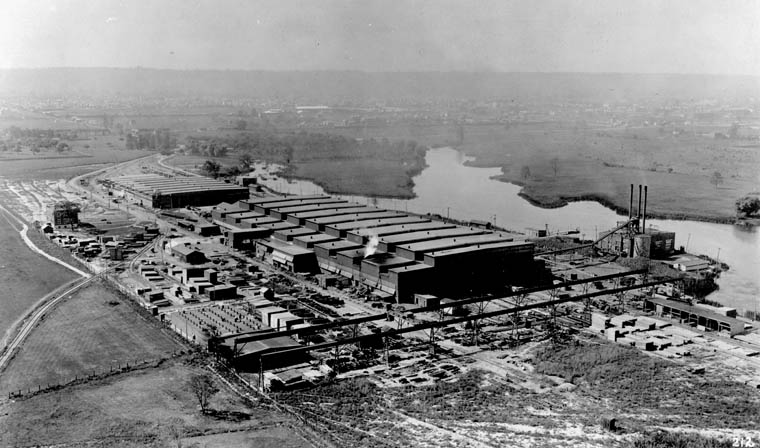
Werksgelände um 1916

Im Juni 1912 gründete John Morison Gibson, damals Vizegouverneur von Ontario, zusammen mit sechs Unternehmern aus Hamilton die Imperial Car Company. Einen Monat später wurde das Unternehmen in National Steel Car Company umbenannt. Man begann sofort mit dem Bau der ersten Fabrik und nach nur drei Monaten startete die Produktion von Güterwagen. Ab 1914 beteiligte man sich an den Kriegsanstrengungen und stellte Stahlkarosserien für im Krieg eingesetzte Lastkraftwagen her.
Die ersten Schlafwagen entstanden 1916 für die Canadian Government Railways. Dies waren die ersten Ganzstahl-Personenwagen, die von einem kanadischen Eisenbahnhersteller gebaut wurden.
1926 begann das Unternehmen zusätzlich mit der Produktion von Stahlfahrgestellen für Personenkraftwagen und Karosserien für Autobusse und Straßenbahnen. Wurden anfangs Güter- und Personenwagen noch mit Holzaufbauten gebaut, stellte man 1929 die Produktion auf Ganzstahlwagen um. Die Aufbauten wurden nun aus Pressstahl hergestellt.
1939 eröffnete die NSC ein zusätzliches Werk in Malton in Ontario in dem Aufklärungsflugzeuge vom Typ Westland Lysander gefertigt wurden. Während des Zweiten Weltkrieges wurde eine der Produktionslinien auf die Herstellung von Granaten, Waffenteilen und Karosserien für Armeelastwagen umgestellt.
1960 stellte die NSC die Produktion von Personenwagen ein und fertigt seitdem ausschließlich Güterwagen. 1962 übernahm der Stahlkonzern Dofasco, dessen Werke direkt an die von National Steel Car angrenzen, das Unternehmen, das aber unter dem eingeführten Namen bis heute weiter Güterwagen herstellt.

## Kundenkreis
Hauptabnehmer waren von Anfang an in erster Linie die kanadischen, später auch US-amerikanischen Eisenbahngesellschaften. Gerade in den Anfangsjahren fertigte man aber auch für ausländische Gesellschaften weltweit. Im Winter 1915/16 produzierte die NSC im Auftrag des Britischen Kriegsministeriums 1300 Güterwagen nach Bauplänen der Chemins de fer du Nord. Zwischen 1917 und 1920 wurden 4000 Güterwagen der Baureihe Jf 181352–185351 für die französische Paris à Lyon et à la Méditerranée gefertigt. Ab 1917 gab es mehrere Aufträge für Selbstentladewagen von der indischen Bengal Nagpur Railway. Weitere Kunden waren die Jamaica Government Railway, die Nigerian Railways und viele weitere Eisenbahngesellschaften.

## Galerie

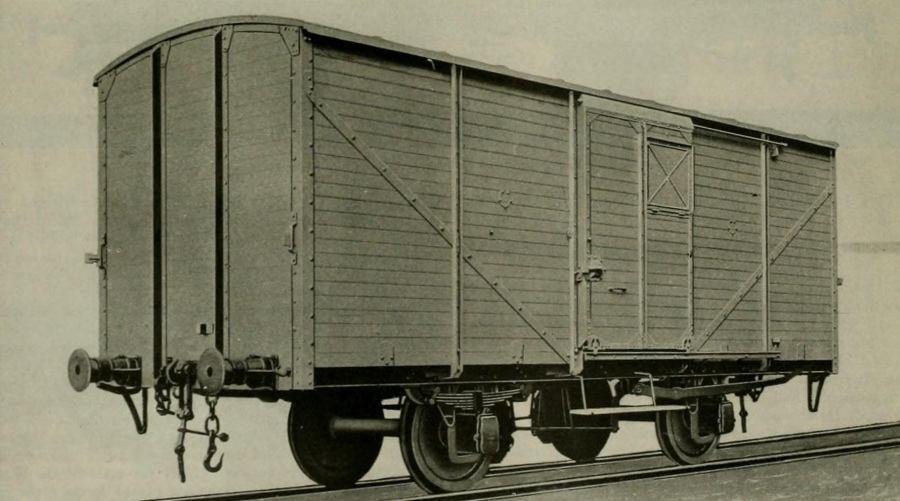
Gedeckter Güterwagen der französischen Chemins de fer du Nord, 1916
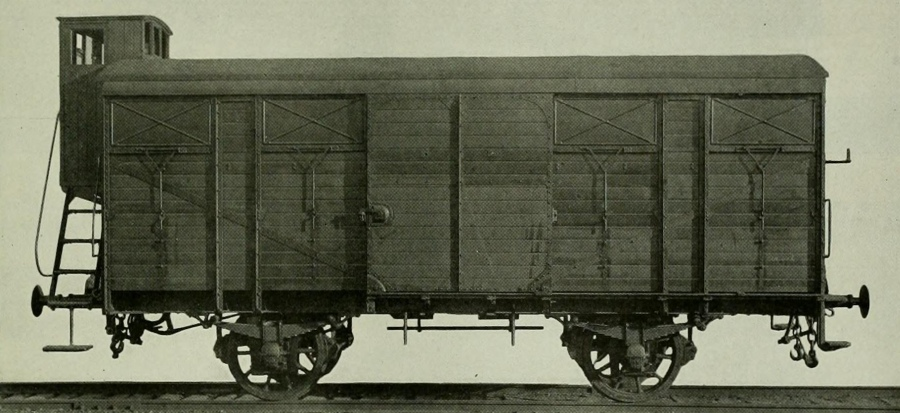
Gedeckter Güterwagen der französischen PLM Reihe Jf 181352–185351, 1917
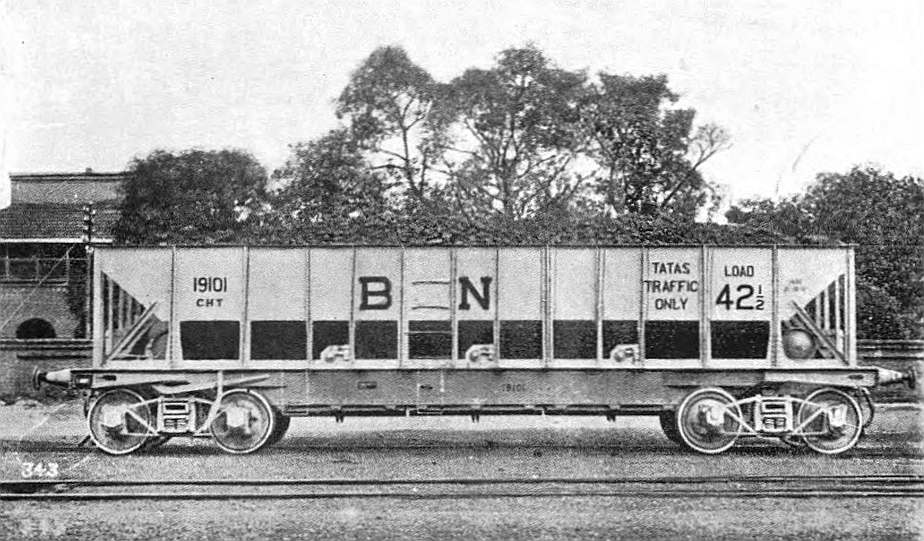
Selbstentladewagen der Bengal Nagpur Railway, 1919
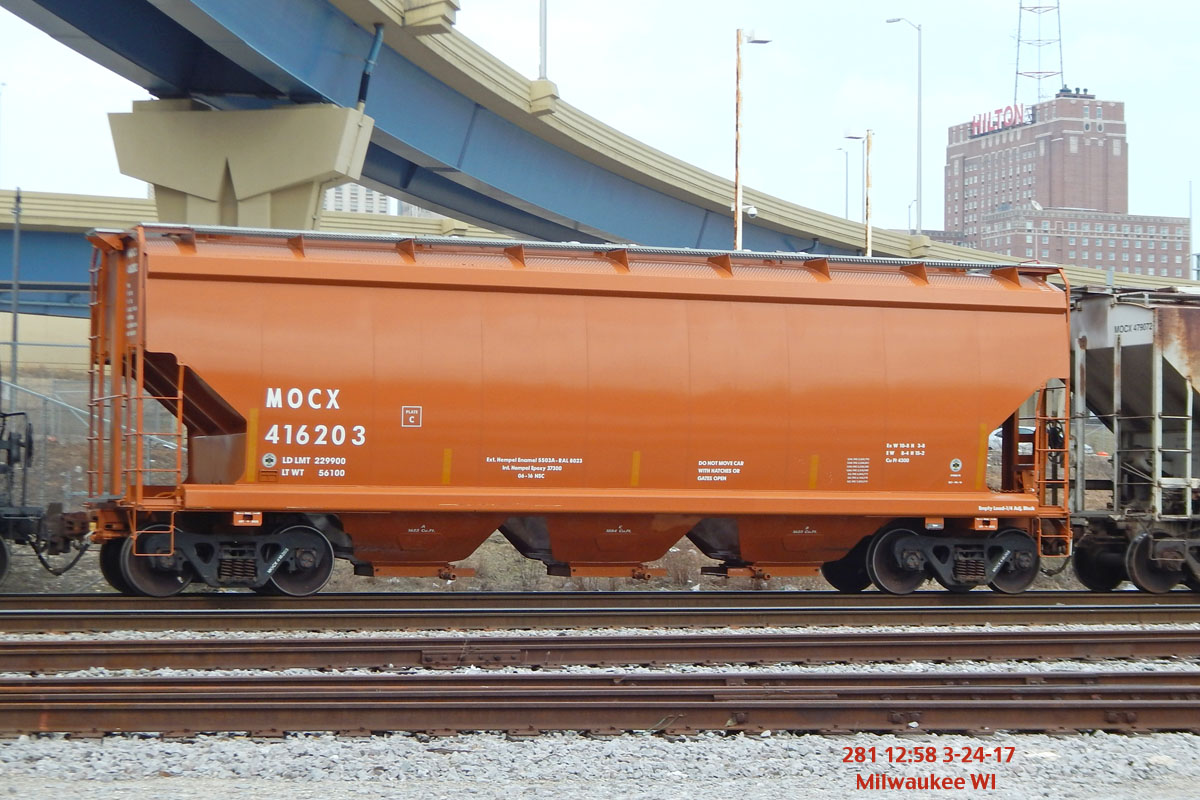
Moderner Selbstentladewagen, gebaut 2016
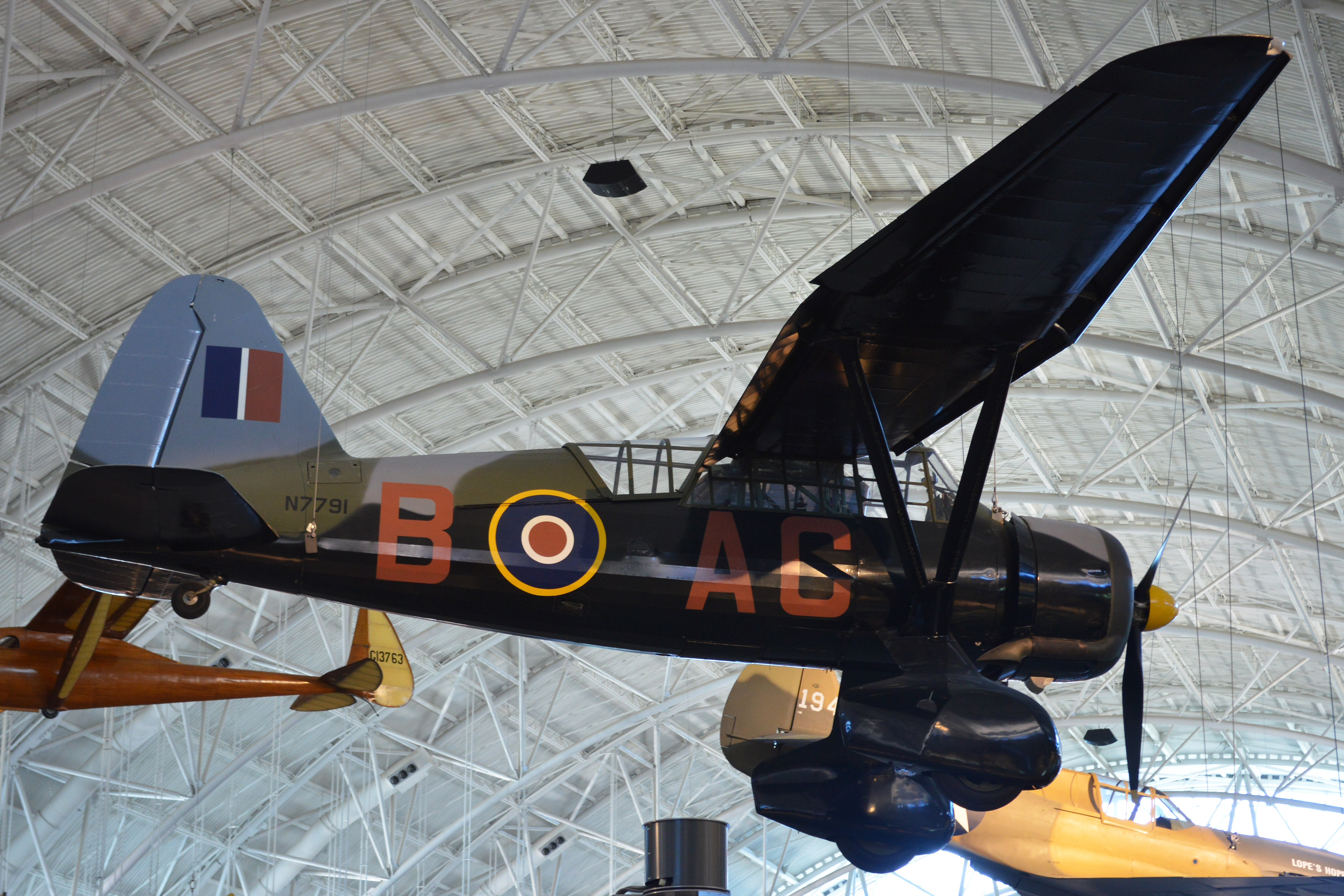
Erhaltene 1939 gebaute Westland Lysander im National Air and Space Museum